# Huaining
Der Kreis Huaining (怀宁县,  Huáiníng Xiàn) ist ein Kreis der bezirksfreien Stadt Anqing in der chinesischen Provinz Anhui. Er hat eine Fläche von 1.256 km² und 610.000 Einwohner (Stand: Ende 2018).
Der Kreis Huaining setzt sich aus sechzehn Großgemeinden und sieben Gemeinden zusammen.